# میراندا هارت
میراندا هارت (به انگلیسی: Miranda Hart) (زاده ۱۴ دسامبر ۱۹۷۲) بازیگر انگلیسی است.
از فیلم‌های معروف او می‌توان به بازی در فیلم جاسوس و اما اشاره کرد.